# Sant'Antonio (Capodistria)
Sant'Antonio (in sloveno Sv. Anton) è un insediamento di 1.736 abitanti del comune di Capodistria, situato nell'entroterra dell'Istria settentrionale.
La località è situata a 6,4 km dal confine italiano e ad est del capoluogo comunale.

L'insediamento (naselja) è costituito da più agglomerati: Acquaro (Potok), Boscari (Boškarji), Bužarji, Cavalli (Kavaliči), Cepinie (Čepinje), Cerei (Cerej), Cociancici (Kocjančiči), Cortina (Kortina), Dolani, Duori [o Corte di Sant'Antonio] (Dvori), Faransan (Farančan), Gregori (Gregoriči), Pecìchi di Sant'Antonio (Pečki), Scofari (Škofarji), Tomasici (Tomažiči), Turchi (Turki).

All'interno dell'insediamento vi sono inoltre le sorgenti dei torrenti Cornalunga e Cerè.

Il nome del paese “Sant'Antonio” (Sv. Anton), che dopo la seconda guerra mondiale prese il nome di Pridvor (letteralmente “presso la corte”), come altri toponimi contenenti nomi di santi ripristinati dopo l'indipendenza della Slovenia, è stato ripreso.
Tra il settembre 1947 e l'autunno 1954 fece parte della zona B del Territorio Libero di Trieste, per poi passare alla Repubblica di Jugoslavia.

## Corsi d'acqua
Fiume Cornalunga (Badaševica); torrente Cerè (Cerej); torrente Martesin (Martežin)